# Црна Гора на Пјесми Евровизије 2025.
Црна Гора ће бити представљена на Пјесми Евровизије 2025. Црногорски емитер који учествује, Радио и телевизија Црне Горе (РТЦГ), првобитно је организовао национално финале Монтесонг 2024. да изабере своју пјесму за такмичење. Група Neonoen је однела побједу са пјесмом Clickbait, међутим, бенд се касније повукао због контроверзе око тога што је претходно извео своју пјесму у јуну 2023. Дана 8. дцембра 2024, објављено је да ће другопласирана Монтесонга, Нина Жижић са пјесмом Добродошли представљати Црну Гору на Пјесми Евровизије 2025.

## Историја
Пре такмичења 2025, Радио и телевизија Црне Горе (РТЦГ) учествовала је на Пјесми Евровизије представљајући Црну Гору као независну државу дванаест пута од њеног првог учешћа 2007. Црна Гора се 2014. пласирала у финале по први пут откако је почела да учествује, а од тада је још једном наступила у финалу и то у финалу Песме Евровизије 2015, где је остварила свој најбољи пласман на такмичењу — 13. место са песмом Адио у извођењу Кнеза. РТЦГ је накратко одустала од такмичења између 2010. и 2011. године, као и 2021, 2023. и 2024. године, наводећи као разлог изостанка лоше резултате и/или финансијске потешкоће. Црна Гора 2022. није успела да се пласира у финале са песмом Breathe у извођењу Владане.
У оквиру својих обавеза као емитера учесника, РТЦГ организује избор кандидата за Пјесму Евровизије и емитује такмичење у држави. РТЦГ је 6. јануара 2024. објавила свој циљ да организује такмичење популарне музике, које би могло да послужи као процес селекције за такмичење 2025, зависно од финансирања. РТЦГ је 7. августа 2024. године објавио документ у којем су наведена правила Монтесонга 2024. Дана 15. августа 2024. је и званично потврђена намера учешћа на такмичењу 2025. и да ће организовати национално финала. РТЦГ је у прошлости користио различите методе за одабир црногорске пјесме, као што су интерне селекције и телевизијска национална финала за избор извођача, песме или оба за такмичење на Евровизији. Поновно увођење националног финала за такмичење 2025. означило је први пут од 2019. да је емитер организовао националну селекцију, када је Монтевизија одржана 2018. и 2019. године.

## Пре Евровизије

### Монтесонг 2024.
Монтесонг 2024. било је прво издање Монтесонга, такмичења на ком се одлучује представник Црне Горе на Песми Евровизије 2025. Такмичење се састојало од једне такмичарске вечери, одржане 27. новембра 2024. Резултати су били одлучени комбинацијом гласова публике и жирија у омеру 50:50, тако што су стручни жири и телегласање доделили по један сет од 12, 10, 8—1 поен за својих 10 омиљених песама.

#### Формат и продукција
За 2025. годину, Радио и телевизија Црне Горе (РТЦГ) организује национално финале Монтесонг 2024. у сарадњи са Удружењем естрадних умјетника и извођача Црне Горе, како би одабрала свог представника на Евровизији. Такмичење ће бити одржано 27. новембра 2024. Првобитно је најављено да ће бити одржане две вечери, једна такмичарска (Монтесонг) и једна ревијална (Монтефон), али је то касније промењено. Такмичење је одржано у Спортској дворани Воцо у Подгорици, у Црној Гори. Програм су водили Владана Вучинић и Марко Тодоровић.
На веб-сајту РТЦГ је, 15. августа 2024. године, откривен правилник такмичења, као и правила конкурса.
Жири и публика додељују по један сет који чини 12, 10 и 8—1 поен за својих 10 омиљених песама. Песма са највише поена после сабирања поена публике и жирија је победник. У случају нерешеног резултата по сабирању поена публике и жирија, она песма која је имала више додељених 12 поена од стране индивидуалних чланова жирија је завршила са бољим резултатом. Ако је резултат и даље нерешен, процес се понавља са 10 поена. Процес се понавља са свим поенима ка наниже, све док изједначење није решено. У случају да се изједначење не може преломити на овај начин, редослед којим је председник жирија оценио ове песме се користи да се изједначење преломи.

#### Учесници
Конкурс за слање пријава је отворен 15. августа 2024. године, а рок за слање пријава је био 1. октобар 2024. До 1. октобра, РТЦГ је добио 32 пријаве, а после чекања пријава које су још увек биле у систему Поште Црне Горе, укупно 37 пријава је пристигло.
На конкурс је требало послати снимак песме која није изведена у целини или у деловима пре 1. септембра 2024. године а да буде у трајању до 3 минута. Сви извођачи који су се пријавили морали су да имају најмање 16 година 1. маја 2024. године, као и да буду држављани Републике Црне Горе. Сви текстови песама морали су да буду барем 51% на званичним језицима Црне Горе. Подаци о извођачу и песми су стављани у мању коверту, која се паковала у већу коверту са УСБ-ом или ЦД-ом са снимком песме, као и копијама текста. Од 37 пристиглих пријава, 4 је дисквалификовано; једна због откривања података о извођачу и ауторима, једна због кршења правила о језику (песма није била на језику у званичној употреби у Црној Гори) и две због знатног прекорачења максималне дужине трајања песме од 3 минута. Селекциону комисију су чинили:
- Борис Шаранчић — уредник забавног програма РТЦГ;
- Дражен Бауковић — новинар и уредник музичких емисија;
- Ева Паповић — музичка уредница РТЦГ;
- Ана Петровић — музичка уредница РЦГ;
- Рената Перазић — музичарка и ауторка;
- Марија Божовић — музичарка и ауторка;
- Наталија Павићевић — текстосписатељица.

Одабрано је укупно 16 учесника, а списак такмичара је откривен 10. октобра 2024. године. Одабране су и 3 резерве, у случају да неки од 16 учесника одустану. Песме су објављене 10. новембра 2024. Дана 4. новембра, Бобан Рајовић се повукао са такмичења. Уместо њега, учествоваће Тамара Живковић са песмом Погубан лет.
Међу учесницима су били Нина Жижић која је представљала Црну Гору на Песми Евровизије 2013. са групом Who See, а која је учествовала и на Европесми-Еуропјесми 2004. као део групе Негре. Такође, међу учесницима су Кејт, која је учествовала на Монтевизији 2018, Марко Вукчевић, певач групе Неоноен, који је учествовао на Монтевизији 2005. и Европесми-Еуропјесми 2005. и Милена Вучић, која је 2004. учествовала на Европесми-Еуропјесми као део групе Негре, као и соло извођачица на Монтевизији и Европесми-Еуропјесми 2006.
Легенда:
  Повучен учесник
  Заменски учесник
| Извођач(и)           | Песма            | Музика и текст                                                      |
| -------------------- | ---------------- | ------------------------------------------------------------------- |
| Анастасија Копролчец | Крај             | Бојан Маровић Стеван Милановић                                      |
| [ i ]                | Два срца         | Раде Вукчевић                                                       |
| Бенд 9               | Stop War         | Милић Шаровић                                                       |
| Бобан Рајовић        | Сузе             | Горан Ратковић Миладин Богосављевић Бранислав Глушац                |
| Верица Чуљковић      | Чујеш ли?        | Верица Чуљковић                                                     |
| Глумци бенд          | Сан              | Младен Никчевић Драгана Трипковић                                   |
| Dolce Hera           | Repeat           | Александра Прелевић Паладино ( Dolce Hera ) Тодор Тадић Марко Ћаћић |
| Ђурђа                | То љубав је      | Кристина Ковач Оливер Патоцска Ђурђа Петровић Пољак Јонас Јенсен    |
| Исак Шабановић       | Љето, љето, љето | Леонтина Вукомановић Немања Филиповић                               |
| Кејт                 | Обала раја       | Катарина Богићевић (Кејт) Хуго Смех                                 |
| Лука Радовић         | Када дође мај    | Лука Радовић                                                        |
| Милена Вучић         | Шкорпија         | Небојша Арежина Марко Перуничић Ален Стајић Сања Вучић              |
| Немања Петровић      | Међу звијездама  | Бранислав Опачић                                                    |
| Neonoen              | Clickbait        | Илија Пејовић                                                       |
| Нина Жижић           | Добродошли       | Борис Суботић Виолета Михајловска Дарко Димитров                    |
| Тамара Живковић      | Погубан лет      | Борис Суботић                                                       |
| Тина Џанкић          | Нова             | Владимир Мараш Ања Загорац                                          |

| Извођач(и)      | Песма         | Музика и текст               |
| --------------- | ------------- | ---------------------------- |
| Тамара Живковић | Погубан лет   | Борис Суботић                |
| Ханибал         | Чувај ме      | Игор Перовић Славен Ивановић |
| Данијел Поповић | Кано кастиган | Н/Д                          |

#### Преглед такмичења
Такмичење се одржало 27. новембра 2024. Редослед наступа је објављен 19. новембра. Чланови жирија су били Хари Мата Хари, Нуша Деренда, Дадо Топић, Елена Ристеска, Тијана Богићевић, Емели де Форест и Даниел.
Победник је била група Neonoen са песмом Clickbait, те ће представљати Црну Гору на Песми Евровизије 2025. у Базелу.
Поред учесничких песама, у ревијалном делу су наступили Даниел, Елена Ристеска, Емели де Форест и Сергеј Ћетковић. Током додела Монтефон награда, Верица Чуљковић је добила награду за спот године, Марија Божовић за обраду године, Neonoen за групу године, Марија Божовић за обраду године, Ивана Поповић Мартиновић за певачицу године, Сергеј Ћетковић за певача године, и Тина Џанкић је добила награду „Снежана Ћосовић” за интерпретацију.
Монтесонг 2024. се преносио на ТВЦГ 1, ТВ MNE, на платформи MNE Play и преко YouTube канала Монтесонга.
Легенда:
  Победник
| #  | Извођач(и)           | Песма            | Жири    | Жири  | Телегласање | Телегласање | Укупно | Пласман |
| #  | Извођач(и)           | Песма            | Гласови | Поени | Гласови     | Поени       | Укупно | Пласман |
| -- | -------------------- | ---------------- | ------- | ----- | ----------- | ----------- | ------ | ------- |
| 1  | Анастасија Копролчец | Крај             | 9       | 0     | 57          | 0           | 0      | 15.     |
| 2  | Тина Џанкић          | Нова             | 34      | 5     | 154         | 3           | 8      | 7.      |
| 3  | Немања Петровић      | Међу звијездама  | 18      | 1     | 109         | 0           | 1      | 12.     |
| 4  | Бенд 9               | Stop War         | 2       | 0     | 143         | 0           | 0      | 16.     |
| 5  | Тамара Живковић      | Погубан лет      | 39      | 6     | 107         | 0           | 6      | 9.      |
| 6  | Лука Радовић         | Када дође мај    | 5       | 0     | 147         | 1           | 1      | 13.     |
| 7  | Ђурђа                | То љубав је      | 26      | 4     | 328         | 8           | 12     | 4.      |
| 8  | Кејт                 | Обала раја       | 47      | 7     | 152         | 2           | 9      | 5.      |
| 9  | Нина Жижић           | Добродошли       | 59      | 12    | 316         | 7           | 19     | 2.      |
| 10 | Neonoen              | Clickbait        | 54      | 10    | 443         | 10          | 20     | 1.      |
| 11 | Исак Шабановић       | Љето, љето, љето | 24      | 2     | 241         | 5           | 7      | 8.      |
| 12 | Глумци бенд          | Сан              | 4       | 0     | 288         | 6           | 6      | 10.     |
| 13 | Dolce Hera           | Repeat           | 8       | 0     | 84          | 0           | 0      | 14.     |
| 14 |                      | Два срца         | 25      | 3     | 476         | 12          | 15     | 3.      |
| 15 | Верица Чуљковић      | Чујеш ли?        | 6       | 0     | 168         | 4           | 4      | 11.     |
| 16 | Милена Вучић         | Шкорпија         | 48      | 8     | 49          | 0           | 8      | 6.      |

| #  | Песма            | Хари Мата Хари | Н. Деренда | Д. Топић | Е. Ристеска | Т. Богићевић | Е. де Форест | Д. Поповић | Укупно | Поени |
| -- | ---------------- | -------------- | ---------- | -------- | ----------- | ------------ | ------------ | ---------- | ------ | ----- |
| 1  | Крај             | 3              |            |          | 2           | 1            | 3            |            | 9      | 0     |
| 2  | Нова             | 4              | 10         | 3        | 4           | 4            | 4            | 5          | 34     | 5     |
| 3  | Међу звијездама  | 12             | 1          |          |             |              | 1            | 4          | 18     | 1     |
| 4  | Stop War         |                |            | 2        |             |              |              |            | 2      | 0     |
| 5  | Погубан лет      | 10             | 5          | 5        | 1           | 3            | 5            | 10         | 39     | 6     |
| 6  | Када дође мај    | 5              |            |          |             |              |              |            | 5      | 0     |
| 7  | То љубав је      | 7              | 3          | 1        | 3           | 2            | 10           |            | 26     | 4     |
| 8  | Обала раја       |                | 8          | 8        | 10          | 6            | 6            | 7          | 47     | 7     |
| 9  | Добродошли       | 6              | 4          | 7        | 12          | 10           | 8            | 12         | 59     | 12    |
| 10 | Clickbait        |                | 6          | 10       | 6           | 12           | 12           | 8          | 54     | 10    |
| 11 | Љето, љето, љето | 1              | 7          |          | 5           | 5            |              | 6          | 24     | 2     |
| 12 | Сан              |                |            | 4        |             |              |              |            | 4      | 0     |
| 13 | Repeat           |                |            |          |             | 8            |              |            | 8      | 0     |
| 14 | Два срца         |                | 2          | 12       | 8           |              |              | 3          | 25     | 3     |
| 15 | Чујеш ли?        | 2              |            |          |             |              | 2            | 2          | 6      | 0     |
| 16 | Шкорпија         | 8              | 12         | 6        | 7           | 7            | 7            | 1          | 48     | 8     |

#### Контроверзе
РТЦГ је 1. децембра 2024. открила да је пјесма Clickbait раније извођена на Фестивалу културе Забјело у Подгорици у јуну 2023. године, чиме се крше правила конкурса која обавезују да конкурентске пјесме не смеју бити комерцијално објављене или јавно извођене пре 1. септембра 2024. године и да ће следећег дана разговарати са ЕБУ-ом да одлучи да ли песма може да се такмичи. У одговору, Neonoen је навео да верује да број присутних који су видели наступ није био довољно значајан да утиче на резултат Монтесонга 2024, као и да нису били упознати са правилом у вези са забраном извођења наступа у потпуности или делимично раније. до 1. септембра 2024. године, али да ће поштовати сваку одлуку коју донесу РТЦГ и ЕБУ. Neonoen је 4. децембра одустао од учешћа на такмичењу, наводећи као разлог жељу да се прекине неизвјесност. РТЦГ је потврдила намеру да одлуку о представнику Црне Горе донесе наредних дана. Дана 8. децембра је РТЦГ објавио да ће Црну Гору представљати другопласирана Монтесонга, Нина Жижић са пјесмом Добродошли.